# Statisticile Cupei UEFA și UEFA Europa League
Din sezonul 2009-2010 Cupa UEFA a fost redenumită în UEFA Europa League. Competiția se desfășoară anual și cuprinde 12 grupe a câte patru echipe, meciurile din grupă se dispută în format tur-retur, iar mai departe merg echipele de pe  primele două poziții din grupă, în șaisprezecimi de finală li se alătură alte 8 echipe calificate de pe locul trei din Liga Campionilor. Până acum s-au disputat 10 ediții de UEFA Europa League, Spania câștigând competiția de 6 ori prin FC Sevilla (3) care a reușit să câștige trei finale consecutive 2014, 2015, 2016 și Atletico Madrid (3), Anglia de 3 ori prin Chelsea Londra (2) și Manchester United (1), Portugalia o dată prin FC Porto. Germania este prima țară care găzduiește finala de UEFA Europa League, urmată de Irlanda, România, Olanda, Italia, Polonia, Elveția, Suedia, Franța și Azerbaidjan. România a găzduit finala din 2012 la București pe stadionul Național Arena, finală ce  s-a jucat între două echipe spaniole, Atlético Madrid impunându-se în fața celor de la Athletic Bilbao cu scorul de 3-0.

Țările membre UEFA de drepturi de intrare club de concurenţă, 2007/8

## Europa League

### Câștigători și Finaliști
| Spania              |          |                              |           |                         |
| Club Sportiv        | Campioni | Anii în care au câștigat     | Finaliști | Anii în care au pierdut |
| ------------------- | -------- | ---------------------------- | --------- | ----------------------- |
| Sevilla             | 5        | 2014, 2015, 2016, 2020, 2023 | -         |                         |
| Atlético Madrid     | 3        | 2010, 2012, 2018             | -         |                         |
| Villarreal          | 1        | 2021                         | -         |                         |
| Athletic Bilbao     | -        |                              | 1         | 2012                    |
| Anglia              |          |                              |           |                         |
| Chelsea             | 2        | 2013, 2019                   | -         |                         |
| Manchester United   | 1        | 2017                         | 1         | 2021                    |
| Fulham              | -        |                              | 1         | 2010                    |
| Liverpool           | -        |                              | 1         | 2016                    |
| Arsenal             | -        |                              | 1         | 2019                    |
| Portugalia          |          |                              |           |                         |
| Porto               | 1        | 2011                         | -         |                         |
| Benfica             | -        |                              | 2         | 2013, 2014              |
| Braga               | -        |                              | 1         | 2011                    |
| Germania            |          |                              |           |                         |
| Eintracht Frankfurt | 1        | 2022                         | -         |                         |
| Italia              |          |                              |           |                         |
| Inter Milano        | -        |                              | 1         | 2020                    |
| Roma                | -        |                              | 1         | 2023                    |
| Ucraina             |          |                              |           |                         |
| Dnipro              | -        |                              | 1         | 2015                    |
| Olanda              |          |                              |           |                         |
| Ajax                | -        |                              | 1         | 2017                    |
| Franța              |          |                              |           |                         |
| Marseille           | -        |                              | 1         | 2018                    |
| Scoția              |          |                              |           |                         |
| Rangers             | -        |                              | 1         | 2022                    |

### Finale Europa League
| Europa League 2021-22  |                    |                   |
| Finala                 |                    |                   |
| Eintracht Frankfurt    | 1 - 1 5 - 4 pen.   | Rangers           |
| Europa League 2020-21  |                    |                   |
| Finala                 |                    |                   |
| Villarreal             | 1 - 1 11 - 10 pen. | Manchester United |
| Europa League 2019-20  |                    |                   |
| Finala                 |                    |                   |
| Sevilla FC             | 3 - 2              | Inter Milano      |
| Europa League 2018-19  |                    |                   |
| Finala                 |                    |                   |
| Chelsea FC             | 4 - 1              | Arsenal FC        |
| Europa League 2017-18  |                    |                   |
| Finala                 |                    |                   |
| Olympique de Marseille | 0 - 3              | Atlético Madrid   |
| Europa League 2016-17  |                    |                   |
| Finala                 |                    |                   |
| Ajax                   | 0 - 2              | Manchester United |
| Europa League 2015-16  |                    |                   |
| Finala                 |                    |                   |
| Liverpool FC           | 1 - 3              | Sevilla FC        |
| Europa League 2014-15  |                    |                   |
| Finala                 |                    |                   |
| FC Dnipro              | 2 - 3              | Sevilla FC        |
| Europa League 2013-14  |                    |                   |
| Finala                 |                    |                   |
| Sevilla FC             | 0 - 0 4 - 2 pen.   | Benfica           |
| Europa League 2012-13  |                    |                   |
| Finala                 |                    |                   |
| Benfica                | 1 - 2              | Chelsea FC        |
| Europa League 2011-12  |                    |                   |
| Finala                 |                    |                   |
| Atlético Madrid        | 3 - 0              | Athletic Bilbao   |
| Europa League 2010-11  |                    |                   |
| Finala                 |                    |                   |
| FC Porto               | 1 - 0              | SC Braga          |
| Europa League 2009-10  |                    |                   |
| Finala                 |                    |                   |
| Atlético Madrid        | 2 - 1              | Fulham FC         |

### Clasament
| Țara       | Campioni | Vice-campioni |
| ---------- | -------- | ------------- |
| Spania     | 9        | 1             |
| Anglia     | 3        | 4             |
| Portugalia | 1        | 3             |
| Germania   | 1        | 0             |
| Italia     | 0        | 2             |
| Ucraina    | 0        | 1             |
| Olanda     | 0        | 1             |
| Franța     | 0        | 1             |
| Scoția     | 0        | 1             |

## Semifinala

### După țară
| Țară          | Apariții | Club Sportiv                                                                                       |
| ------------- | -------- | -------------------------------------------------------------------------------------------------- |
| Spania        | 16       | Sevilla (5), Atlético Madrid (3), Valencia (3), Villareal (3), Athletic Bilbao (1), Celta Vigo (1) |
| Anglia        | 12       | Arsenal (3), Manchester United (3), Chelsea (2), Liverpool (2), Fulham (1), West Ham (1)           |
| Italia        | 7        | AS Roma (2), Juventus (2), Napoli (1), Fiorentina (1), Inter Milano (1)                            |
| Portugalia    | 6        | Benfica (3), Porto (1), Braga (1), Sporting CP (1)                                                 |
| Germania      | 5        | Eintracht Frankfurt (2), Hamburg (1), RB Leipzig (1), Leverkusen (1)                               |
| Ucraina       | 3        | Șahtior Donețk (2), Dnipro (1)                                                                     |
| Franța        | 3        | Marseille (2), Lyon (1)                                                                            |
| Elveția       | 1        | Basel                                                                                              |
| Scoția        | 1        | Rangers                                                                                            |
| Turcia        | 1        | Fenerbahçe                                                                                         |
| Țările de Jos | 1        | Ajax                                                                                               |
| Austria       | 1        | Salzburg                                                                                           |

### După club
| Club Sportiv    | Nr. de Apariții | Sezoane în semifinale        |
| --------------- | --------------- | ---------------------------- |
| Sevilla         | 5               | 2014, 2015, 2016, 2020, 2023 |
| Atlético Madrid | 3               | 2010, 2012, 2018             |
| Villarreal      | 3               | 2011, 2016, 2021             |
| Valencia        | 3               | 2012, 2014, 2019             |
| Athletic Bilbao | 1               | 2012                         |
| Celta Vigo      | 1               | 2017                         |
| Roma            | 3               | 2021, 2023, 2024             |
| Juventus        | 2               | 2014, 2023                   |
| Napoli          | 1               | 2015                         |
| Fiorentina      | 1               | 2015                         |
| Inter           | 1               | 2020                         |
| Atalanta        | 1               | 2024                         |

| Club Sportiv        | Nr. de Apariții | Sezoane în semifinale |
| ------------------- | --------------- | --------------------- |
| Benfica             | 3               | 2011, 2013, 2014      |
| Porto               | 1               | 2011                  |
| Braga               | 1               | 2011                  |
| Sporting CP         | 1               | 2012                  |
| Eintracht Frankfurt | 2               | 2019, 2022            |
| Leverkusen          | 2               | 2023, 2024            |
| Hamburg             | 1               | 2010                  |
| RB Leipzig          | 1               | 2022                  |
| Șahtior Donețk      | 2               | 2016, 2020            |
| Dnipro              | 1               | 2015                  |
| Lyon                | 1               | 2017                  |
| Marseille           | 2               | 2018, 2024            |

| Club Sportiv      | Nr. de Apariții | Sezoane în semifinale |
| ----------------- | --------------- | --------------------- |
| Manchester United | 3               | 2017, 2020, 2021      |
| Arsenal           | 3               | 2018, 2019, 2021      |
| Liverpool         | 2               | 2010, 2016            |
| Chelsea           | 2               | 2013, 2019            |
| Fulham            | 1               | 2010                  |
| West Ham          | 1               | 2022                  |
| Basel             | 1               | 2013                  |
| Fenerbahçe        | 1               | 2013                  |
| Ajax              | 1               | 2017                  |
| Salzburg          | 1               | 2018                  |
| Rangers           | 1               | 2022                  |

| Anii cu scris îngroșat | = | Echipa a jucat finala în acel sezon. |

## Top golgheteri pe ediții
Tabel cu primii doi golgheteri din fiecare sezon de Europa League. Statisticile exclud rundele de calificare și runda de play-off.
| Sezon | Jucător             | Goluri | Club Sportiv                        | Trofeu |
| ----- | ------------------- | ------ | ----------------------------------- | ------ |
| 2010  | Claudio Pizarro     | 9      | Werder Bremen                       | –      |
| 2010  | Óscar Cardozo       | 9      | Benfica                             | –      |
| 2011  | Radamel Falcao      | 17     | Porto                               |        |
| 2011  | Giuseppe Rossi      | 11     | Villarreal                          | –      |
| 2012  | Radamel Falcao      | 12     | Atlético Madrid                     |        |
| 2012  | Klaas-Jan Huntelaar | 10     | Schalke 04                          | –      |
| 2013  | Libor Kozák         | 8      | Lazio                               | –      |
| 2013  | Edinson Cavani      | 7      | Napoli                              | –      |
| 2013  | Óscar Cardozo       | 7      | Benfica                             |        |
| 2014  | Jonathan Soriano    | 8      | Salzburg                            | –      |
| 2014  | Paco Alcácer        | 7      | Valencia                            | –      |
| 2015  | Alan Carvalho       | 8      | Salzburg                            | –      |
| 2015  | Romelu Lukaku       | 8      | Everton                             | –      |
| 2016  | Aritz Aduriz        | 10     | Bilbao                              | –      |
| 2016  | Cédric Bakambu      | 9      | Villarreal                          | –      |
| 2017  | Edin Džeko          | 8      | Roma                                | –      |
| 2017  | Giuliano de Paula   | 8      | Zenit                               | –      |
| 2018  | Ciro Immobile       | 8      | Lazio                               | –      |
| 2018  | Aritz Aduriz        | 8      | Bilbao                              | –      |
| 2019  | Olivier Giroud      | 11     | Chelsea                             |        |
| 2019  | Luka Jović          | 10     | Eintracht Frankfurt                 | –      |
| 2020  | Bruno Fernandes     | 8      | Sporting Lisabona Manchester United | –      |
| 2020  | Romelu Lukaku       | 7      | Inter Milano                        |        |

Notițe

## Top antrenori
Tabel cu antrenorii care au reușit să câștige trofeul Europa League.
| Antrenor              | Trofeu | Sezonul                | Club Sportiv        |
| --------------------- | ------ | ---------------------- | ------------------- |
| Unai Emery            | 4      | 2014, 2015, 2016, 2021 | Sevilla, Villarreal |
| Diego Simeone         | 2      | 2012, 2018             | Atlético Madrid     |
| Quique Sánchez Flores | 1      | 2010                   | Atlético Madrid     |
| André Villas-Boas     | 1      | 2011                   | FC Porto            |
| Rafael Benítez        | 1      | 2013                   | Chelsea             |
| José Mourinho         | 1      | 2017                   | Manchester United   |
| Maurizio Sarri        | 1      | 2019                   | Chelsea             |
| Julen Lopetegui       | 1      | 2020                   | Sevilla             |

## Stadioane
Țara și orașul care a gazduit finala de UEFA Europa League.
| Hamburg            | Dublin             | București          | Amsterdam               | Torino             |
| ------------------ | ------------------ | ------------------ | ----------------------- | ------------------ |
| AOL Arena          | Aviva Stadium      | Arena Națională    | Amsterdam Arena         | Juventus Stadium   |
| Capacitate: 51.055 | Capacitate: 50.000 | Capacitate: 55.634 | Capacitate: 51.628      | Capacitate: 41.254 |
|                    |                    |                    |                         |                    |
| Finala 2010        | Finala 2011        | Finala 2012        | Finala 2013             | Finala 2014        |
| Varșovia           | Basel              | Stockholm          | Décines-Charpieu        | Baku               |
| Stadionul Național | St. Jakob-Park     | Friends Arena      | Parc Olympique Lyonnais | Stadionul Olimpic  |
| Capacitate: 56,826 | Capacitate: 38,512 | Capacitate: 50,653 | Capacitate: 59,186      | Capacitate: 68,700 |
|                    |                    |                    |                         |                    |
| Finala 2015        | Finala 2016        | Finala 2017        | Finala 2018             | Finala 2019        |
| Gdańsk             |                    |                    |                         |                    |
| PGE Arena Gdańsk   |                    |                    |                         |                    |
| Capacitate: 43,615 |                    |                    |                         |                    |
|                    |                    |                    |                         |                    |
| Finala 2020        |                    |                    |                         |                    |

- Polonia - Varșovia, Gdańsk
- Germania - Hamburg
- Irlanda - Dublin
- România - București
- Olanda - Amsterdam
- Italia - Torino
- Elveția - Basel
- Suedia - Stockholm
- Franța - Décines-Charpieu
- Azerbaidjan - Baku

## Parcursul Echipelor in Europa League
Mai jos, aveți tabele cu echipele din Europa care s-au calificat în grupele UEFA Europa League și echipele venite din UEFA Champions League de pe locul 3 din grupă.
| Albania             |          |            |               |               |        |          |            |        |
| Echipa              | Prezențe | Anii       | Venit din Ucl | Șaisprezecimi | Optimi | Sferturi | Semifinala | Finala |
| ------------------- | -------- | ---------- | ------------- | ------------- | ------ | -------- | ---------- | ------ |
| KF Skënderbeu Korçë | 2        | 2016, 2018 |               |               |        |          |            |        |

| Anglia            |          |                                    |                  |               |        |          |            |        |
| Echipa            | Prezențe | Anii                               | Venit din Ucl    | Șaisprezecimi | Optimi | Sferturi | Semifinala | Finala |
| ----------------- | -------- | ---------------------------------- | ---------------- | ------------- | ------ | -------- | ---------- | ------ |
| Tottenham Hotspur | 7        | 2012, 2013, 2014, 2015, 2016, 2021 | 2017             | 5             | 3      | 1        |            |        |
| Liverpool         | 5        | 2011, 2013, 2016                   | 2010, 2015       | 5             | 3      | 2        | 2          | 1      |
| Manchester United | 4        | 2017, 2020                         | 2012, 2016, 2021 | 5             | 5      | 3        | 3          | 1, 1   |
| Arsenal           | 4        | 2018, 2019, 2020, 2021             |                  | 3             | 2      | 2        | 2          | 1      |
| Everton           | 3        | 2010, 2015, 2018                   |                  | 2             | 1      |          |            |        |
| Chelsea           | 2        | 2019                               | 2013             | 2             | 2      | 2        | 2          | 2      |
| Fulham            | 2        | 2010, 2012                         |                  | 1             | 1      | 1        | 1          | 1      |
| Manchester City   | 2        | 2011                               | 2012             | 2             | 2      |          |            |        |
| Newcastle         | 1        | 2013                               |                  | 1             | 1      | 1        |            |        |
| Wolves            | 1        | 2020                               |                  | 1             | 1      | 1        |            |        |
| Stoke City        | 1        | 2012                               |                  | 1             |        |          |            |        |
| Swansea City AFC  | 1        | 2014                               |                  | 1             |        |          |            |        |
| Birmingham City   | 1        | 2012                               |                  |               |        |          |            |        |
| Wigan Athletic    | 1        | 2014                               |                  |               |        |          |            |        |
| Southampton       | 1        | 2017                               |                  |               |        |          |            |        |
| Leicester City    | 1        | 2021                               |                  |               |        |          |            |        |

| Austria        |          |                                                |               |               |        |          |            |        |
| Echipa         | Prezențe | Anii                                           | Venit din Ucl | Șaisprezecimi | Optimi | Sferturi | Semifinala | Finala |
| -------------- | -------- | ---------------------------------------------- | ------------- | ------------- | ------ | -------- | ---------- | ------ |
| Salzburg       | 9        | 2010, 2011, 2012, 2014, 2015, 2017, 2018, 2019 | 2020          | 7             | 3      | 1        | 1          |        |
| Rapid Viena    | 8        | 2010, 2011, 2013, 2014, 2016, 2017, 2019, 2021 |               | 2             |        |          |            |        |
| Austria Viena  | 4        | 2010, 2012, 2017, 2018                         |               |               |        |          |            |        |
| LASK Linz      | 2        | 2020, 2021                                     |               | 1             | 1      |          |            |        |
| Sturm Graz     | 2        | 2010, 2012                                     |               |               |        |          |            |        |
| Wolfsberger AC | 2        | 2020, 2021                                     |               |               |        |          |            |        |

| Azerbaidjan  |          |                                    |               |               |        |          |            |        |
| Echipa       | Prezențe | Anii                               | Venit din Ucl | Șaisprezecimi | Optimi | Sferturi | Semifinala | Finala |
| ------------ | -------- | ---------------------------------- | ------------- | ------------- | ------ | -------- | ---------- | ------ |
| FK Qarabağ   | 6        | 2015, 2016, 2017, 2019, 2020, 2021 |               |               |        |          |            |        |
| Gabala FK    | 2        | 2016, 2017                         |               |               |        |          |            |        |
| Neftchi Baku | 1        | 2013                               |               |               |        |          |            |        |

| Belarus      |          |                        |               |               |        |          |            |        |
| Echipa       | Prezențe | Anii                   | Venit din Ucl | Șaisprezecimi | Optimi | Sferturi | Semifinala | Finala |
| ------------ | -------- | ---------------------- | ------------- | ------------- | ------ | -------- | ---------- | ------ |
| FC BATE      | 5        | 2010, 2011, 2018, 2019 | 2013          | 3             |        |          |            |        |
| Dinamo Minsk | 2        | 2015, 2016             |               |               |        |          |            |        |

| Belgia           |          |                                          |               |               |        |          |            |        |
| Echipa           | Prezențe | Anii                                     | Venit din Ucl | Șaisprezecimi | Optimi | Sferturi | Semifinala | Finala |
| ---------------- | -------- | ---------------------------------------- | ------------- | ------------- | ------ | -------- | ---------- | ------ |
| Club Brugge      | 8        | 2010, 2011, 2012, 2013, 2015, 2016       | 2019, 2020    | 5             | 1      | 1        |            |        |
| Standard Liege   | 8        | 2012, 2014, 2015, 2017, 2019, 2020, 2021 | 2010          | 2             | 2      | 1        |            |        |
| RSC Anderlecht   | 7        | 2010, 2011, 2012, 2016, 2017, 2019       | 2015          | 6             | 3      | 1        |            |        |
| KRC Genk         | 4        | 2013, 2014, 2017, 2019                   |               | 4             | 1      | 1        |            |        |
| KAA Gent         | 4        | 2011, 2017, 2020, 2021                   |               | 2             | 1      |          |            |        |
| SV Zulte Waregem | 2        | 2014, 2018                               |               |               |        |          |            |        |
| KSK Lokeren      | 1        | 2015                                     |               |               |        |          |            |        |
| Royal Antwerp    | 1        | 2021                                     |               |               |        |          |            |        |

| Bulgaria          |          |                              |               |               |        |          |            |        |
| Echipa            | Prezențe | Anii                         | Venit din Ucl | Șaisprezecimi | Optimi | Sferturi | Semifinala | Finala |
| ----------------- | -------- | ---------------------------- | ------------- | ------------- | ------ | -------- | ---------- | ------ |
| Ludogoreț Razgrad | 6        | 2014, 2018, 2019, 2020, 2021 | 2017          | 4             | 1      |          |            |        |
| ȚSKA Sofia        | 3        | 2010, 2011, 2021             |               |               |        |          |            |        |
| Levski Sofia      | 2        | 2010, 2011                   |               |               |        |          |            |        |

| Cehia             |          |                                          |                  |               |        |          |            |        |
| Echipa            | Prezențe | Anii                                     | Venit din Ucl    | Șaisprezecimi | Optimi | Sferturi | Semifinala | Finala |
| ----------------- | -------- | ---------------------------------------- | ---------------- | ------------- | ------ | -------- | ---------- | ------ |
| Sparta Praga      | 7        | 2010, 2011, 2013, 2015, 2016, 2017, 2021 |                  | 4             | 1      | 1        |            |        |
| FC Viktoria Plzeň | 7        | 2013, 2016, 2017, 2018                   | 2012, 2014, 2019 | 5             | 3      |          |            |        |
| Slavia Praga      | 4        | 2010, 2018, 2019, 2021                   |                  | 1             | 1      | 1        |            |        |
| Slovan Liberec    | 4        | 2014, 2016, 2017, 2021                   |                  | 1             |        |          |            |        |
| FC Fastav Zlín    | 1        | 2018                                     |                  |               |        |          |            |        |
| Jablonec          | 1        | 2019                                     |                  |               |        |          |            |        |

| Cipru            |          |                        |               |               |        |          |            |        |
| Echipa           | Prezențe | Anii                   | Venit din Ucl | Șaisprezecimi | Optimi | Sferturi | Semifinala | Finala |
| ---------------- | -------- | ---------------------- | ------------- | ------------- | ------ | -------- | ---------- | ------ |
| APOEL Nicosia    | 4        | 2014, 2016, 2017, 2020 |               | 2             | 1      |          |            |        |
| Apollon Limassol | 4        | 2014, 2015, 2018, 2019 |               |               |        |          |            |        |
| AEK Larnaca      | 2        | 2012, 2019             |               |               |        |          |            |        |
| AEL Limassol     | 1        | 2013                   |               |               |        |          |            |        |
| Omonia Nicosia   | 1        | 2021                   |               |               |        |          |            |        |

| Croația       |          |                                    |               |               |        |          |            |        |
| Echipa        | Prezențe | Anii                               | Venit din Ucl | Șaisprezecimi | Optimi | Sferturi | Semifinala | Finala |
| ------------- | -------- | ---------------------------------- | ------------- | ------------- | ------ | -------- | ---------- | ------ |
| Dinamo Zagreb | 6        | 2010, 2011, 2014, 2015, 2019, 2021 |               | 1             | 1      |          |            |        |
| NK Rijeka     | 4        | 2014, 2015, 2018, 2021             |               |               |        |          |            |        |
| Hajduk Split  | 1        | 2011                               |               |               |        |          |            |        |

| Danemarca       |          |                                          |               |               |        |          |            |        |
| Echipa          | Prezențe | Anii                                     | Venit din Ucl | Șaisprezecimi | Optimi | Sferturi | Semifinala | Finala |
| --------------- | -------- | ---------------------------------------- | ------------- | ------------- | ------ | -------- | ---------- | ------ |
| F.C. Copenhaga  | 8        | 2010, 2012, 2013, 2015, 2018, 2019, 2020 | 2017          | 4             | 2      | 1        |            |        |
| Odense Boldklub | 2        | 2011, 2012                               |               |               |        |          |            |        |
| Esbjerg fB      | 1        | 2014                                     |               | 1             |        |          |            |        |
| Aalborg BK      | 1        | 2015                                     |               | 1             |        |          |            |        |
| FC Midtjylland  | 1        | 2016                                     |               | 1             |        |          |            |        |

| Elveția           |          |                                          |               |               |        |          |            |        |
| Echipa            | Prezențe | Anii                                     | Venit din Ucl | Șaisprezecimi | Optimi | Sferturi | Semifinala | Finala |
| ----------------- | -------- | ---------------------------------------- | ------------- | ------------- | ------ | -------- | ---------- | ------ |
| Young Boys Berna  | 7        | 2011, 2013, 2015, 2017, 2018, 2020, 2021 |               | 2             |        |          |            |        |
| FC Basel          | 6        | 2010, 2013, 2016, 2020                   | 2011, 2014    | 5             | 4      | 3        | 1          |        |
| FC Zürich         | 4        | 2012, 2015, 2017, 2019                   |               | 1             |        |          |            |        |
| FC Lugano         | 2        | 2018, 2020                               |               |               |        |          |            |        |
| FC Sion           | 1        | 2016                                     |               | 1             |        |          |            |        |
| FC Lausanne-Sport | 1        | 2011                                     |               |               |        |          |            |        |
| FC Thun           | 1        | 2014                                     |               |               |        |          |            |        |
| FC St. Gallen     | 1        | 2014                                     |               |               |        |          |            |        |

| Finlanda |          |      |               |               |        |          |            |        |
| Echipa   | Prezențe | Anii | Venit din Ucl | Șaisprezecimi | Optimi | Sferturi | Semifinala | Finala |
| -------- | -------- | ---- | ------------- | ------------- | ------ | -------- | ---------- | ------ |
| HJK      | 1        | 2015 |               |               |        |          |            |        |

| Franța                   |          |                        |               |               |        |          |            |        |
| Echipa                   | Prezențe | Anii                   | Venit din Ucl | Șaisprezecimi | Optimi | Sferturi | Semifinala | Finala |
| ------------------------ | -------- | ---------------------- | ------------- | ------------- | ------ | -------- | ---------- | ------ |
| Olympique de Marseille   | 5        | 2013, 2016, 2018, 2019 | 2010          | 3             | 2      | 1        | 1          | 1      |
| Olympique Lyonnais       | 4        | 2013, 2014, 2018       | 2017          | 4             | 3      | 2        | 1          |        |
| FC Girondins de Bordeaux | 4        | 2013, 2014, 2016, 2019 |               | 1             | 1      |          |            |        |
| Lille OSC                | 4        | 2010, 2011, 2015, 2021 |               | 2             | 1      |          |            |        |
| Saint-Étienne            | 4        | 2015, 2016, 2017, 2020 |               | 1             |        |          |            |        |
| Stade Rennais FC         | 3        | 2012, 2019, 2020       |               | 1             | 1      |          |            |        |
| Nice                     | 3        | 2017, 2018, 2021       |               | 1             |        |          |            |        |
| PSG                      | 2        | 2011, 2012             |               | 1             | 1      |          |            |        |
| Toulouse FC              | 1        | 2010                   |               |               |        |          |            |        |
| Guingamp                 | 1        | 2015                   |               | 1             |        |          |            |        |
| AS Monaco                | 1        | 2016                   |               |               |        |          |            |        |

| Germania                 |          |                        |               |               |        |          |            |        |
| Echipa                   | Prezențe | Anii                   | Venit din Ucl | Șaisprezecimi | Optimi | Sferturi | Semifinala | Finala |
| ------------------------ | -------- | ---------------------- | ------------- | ------------- | ------ | -------- | ---------- | ------ |
| Bayer 04 Leverkusen      | 6        | 2011, 2013, 2019, 2021 | 2016, 2020    | 5             | 3      | 1        |            |        |
| Borussia Mönchengladbach | 4        | 2013, 2015, 2020       | 2017          | 3             | 1      |          |            |        |
| Eintracht Frankfurt      | 3        | 2014, 2019, 2020       |               | 3             | 2      | 1        | 1          |        |
| VfL Wolfsburg            | 3        | 2015, 2020             | 2010          | 3             | 3      | 2        |            |        |
| FC Schalke 04            | 3        | 2012, 2016, 2017       |               | 3             | 2      | 2        |            |        |
| Borussia Dortmund        | 3        | 2011, 2016             | 2018          | 2             | 2      | 1        |            |        |
| RB Leipzig               | 2        | 2019                   | 2018          | 1             | 1      | 1        |            |        |
| Hannover 96              | 2        | 2012, 2013             |               | 1             | 1      | 1        |            |        |
| VfB Stuttgart            | 2        | 2011, 2013             |               | 1             | 1      |          |            |        |
| Hertha Berlin            | 2        | 2010, 2018             |               | 1             |        |          |            |        |
| Hoffenheim               | 2        | 2018, 2021             |               |               |        |          |            |        |
| Hamburger SV             | 1        | 2010                   |               | 1             | 1      | 1        | 1          |        |
| Werder Bremen            | 1        | 2010                   |               | 1             | 1      |          |            |        |
| FC Augsburg              | 1        | 2016                   |               | 1             |        |          |            |        |
| FC Köln                  | 1        | 2018                   |               |               |        |          |            |        |
| Mainz                    | 1        | 2017                   |               |               |        |          |            |        |
| SC Freiburg              | 1        | 2014                   |               |               |        |          |            |        |

| Grecia           |          |                                                |                              |               |        |          |            |        |
| Echipa           | Prezențe | Anii                                           | Venit din Ucl                | Șaisprezecimi | Optimi | Sferturi | Semifinala | Finala |
| ---------------- | -------- | ---------------------------------------------- | ---------------------------- | ------------- | ------ | -------- | ---------- | ------ |
| PAOK Salonic     | 8        | 2011, 2012, 2014, 2015, 2016, 2017, 2019, 2021 |                              | 4             |        |          |            |        |
| Olympiacos FC    | 7        | 2017, 2019                                     | 2012, 2013, 2015, 2016, 2020 | 7             | 3      |          |            |        |
| AEK Atena FC     | 5        | 2010, 2011, 2012, 2018, 2021                   |                              | 1             |        |          |            |        |
| Panathinaikos FC | 4        | 2010, 2013, 2015, 2017                         |                              | 1             | 1      |          |            |        |
| Asteras Tripoli  | 2        | 2015, 2016                                     |                              |               |        |          |            |        |
| Aris Salonic FC  | 1        | 2011                                           |                              | 1             |        |          |            |        |

| Israel                        |          |                              |               |               |        |          |            |        |
| Echipa                        | Prezențe | Anii                         | Venit din Ucl | Șaisprezecimi | Optimi | Sferturi | Semifinala | Finala |
| ----------------------------- | -------- | ---------------------------- | ------------- | ------------- | ------ | -------- | ---------- | ------ |
| Maccabi Tel Aviv              | 5        | 2012, 2014, 2017, 2018, 2021 |               | 1             |        |          |            |        |
| Hapoel Tel Aviv               | 3        | 2010, 2012, 2013             |               | 1             |        |          |            |        |
| Hapoel Be'er Sheva            | 3        | 2017, 2018, 2021             |               | 1             |        |          |            |        |
| Maccabi Haifa                 | 2        | 2012, 2014                   |               |               |        |          |            |        |
| Hapoel Ironi Kiryat Shmona FC | 1        | 2013                         |               |               |        |          |            |        |

| Italia       |          |                                                |                  |               |        |          |            |        |
| Echipa       | Prezențe | Anii                                           | Venit din Ucl    | Șaisprezecimi | Optimi | Sferturi | Semifinala | Finala |
| ------------ | -------- | ---------------------------------------------- | ---------------- | ------------- | ------ | -------- | ---------- | ------ |
| Lazio        | 8        | 2010, 2012, 2013, 2014, 2016, 2018, 2019, 2020 |                  | 6             | 2      | 2        |            |        |
| Napoli       | 8        | 2011, 2013, 2015, 2016, 2021                   | 2014, 2018, 2019 | 7             | 3      | 2        | 1          |        |
| Inter Milano | 5        | 2013, 2015, 2017                               | 2019, 2020       | 4             | 4      | 1        | 1          | 1      |
| Roma         | 5        | 2010, 2017, 2020, 2021                         | 2015             | 3             | 2      |          |            |        |
| Fiorentina   | 4        | 2014, 2015, 2016, 2017                         |                  | 3             | 2      | 1        | 1          |        |
| Juventus     | 3        | 2011                                           | 2010, 2014       | 2             | 2      | 1        | 1          |        |
| Milan        | 3        | 2018, 2019, 2021                               |                  | 1             | 1      |          |            |        |
| Udinese      | 2        | 2012, 2013                                     |                  | 1             | 1      |          |            |        |
| Torino       | 1        | 2015                                           |                  | 1             | 1      |          |            |        |
| Sassuolo     | 1        | 2017                                           |                  | 1             | 1      |          |            |        |
| Atalanta     | 1        | 2018                                           |                  | 1             |        |          |            |        |
| Genoa        | 1        | 2010                                           |                  |               |        |          |            |        |
| Palermo      | 1        | 2011                                           |                  |               |        |          |            |        |
| Sampdoria    | 1        | 2011                                           |                  |               |        |          |            |        |

| Kazahstan         |          |                        |               |               |        |          |            |        |
| Echipa            | Prezențe | Anii                   | Venit din Ucl | Șaisprezecimi | Optimi | Sferturi | Semifinala | Finala |
| ----------------- | -------- | ---------------------- | ------------- | ------------- | ------ | -------- | ---------- | ------ |
| FC Astana         | 4        | 2017, 2018, 2019, 2020 |               | 1             |        |          |            |        |
| Șahtior Karagandî | 1        | 2014                   |               |               |        |          |            |        |

| Letonia      |          |      |               |               |        |          |            |        |
| Echipa       | Prezențe | Anii | Venit din Ucl | Șaisprezecimi | Optimi | Sferturi | Semifinala | Finala |
| ------------ | -------- | ---- | ------------- | ------------- | ------ | -------- | ---------- | ------ |
| FK Ventspils | 1        | 2010 |               |               |        |          |            |        |

| Luxemburg     |          |            |               |               |        |          |            |        |
| Echipa        | Prezențe | Anii       | Venit din Ucl | Șaisprezecimi | Optimi | Sferturi | Semifinala | Finala |
| ------------- | -------- | ---------- | ------------- | ------------- | ------ | -------- | ---------- | ------ |
| F91 Dudelange | 2        | 2019, 2020 |               |               |        |          |            |        |

| Macedonia |          |      |               |               |        |          |            |        |
| Echipa    | Prezențe | Anii | Venit din Ucl | Șaisprezecimi | Optimi | Sferturi | Semifinala | Finala |
| --------- | -------- | ---- | ------------- | ------------- | ------ | -------- | ---------- | ------ |
| FK Vardar | 1        | 2018 |               |               |        |          |            |        |

| Norvegia     |          |                                    |               |               |        |          |            |        |
| Echipa       | Prezențe | Anii                               | Venit din Ucl | Șaisprezecimi | Optimi | Sferturi | Semifinala | Finala |
| ------------ | -------- | ---------------------------------- | ------------- | ------------- | ------ | -------- | ---------- | ------ |
| Rosenborg BK | 6        | 2011, 2013, 2016, 2018, 2019, 2020 |               |               |        |          |            |        |
| Molde FK     | 3        | 2013, 2016, 2021                   |               | 1             |        |          |            |        |
| Tromsø IL    | 1        | 2014                               |               |               |        |          |            |        |
| Sarpsborg 08 | 1        | 2019                               |               |               |        |          |            |        |

| Olanda        |          |                                                |                                    |               |        |          |            |        |
| Echipa        | Prezențe | Anii                                           | Venit din Ucl                      | Șaisprezecimi | Optimi | Sferturi | Semifinala | Finala |
| ------------- | -------- | ---------------------------------------------- | ---------------------------------- | ------------- | ------ | -------- | ---------- | ------ |
| AFC Ajax      | 9        | 2010, 2016, 2017                               | 2011, 2012, 2013, 2014, 2015, 2020 | 8             | 3      | 1        | 1          | 1      |
| PSV Eindhoven | 8        | 2010, 2011, 2012, 2013, 2014, 2015, 2020, 2021 |                                    | 4             | 2      | 1        |            |        |
| AZ Alkmaar    | 7        | 2011, 2012, 2014, 2016, 2017, 2020, 2021       |                                    | 3             | 2      | 2        |            |        |
| FC Twente     | 4        | 2010, 2012, 2013                               | 2011                               | 3             | 2      | 1        |            |        |
| Feyenoord     | 4        | 2015, 2017, 2020, 2021                         |                                    | 1             |        |          |            |        |
| SC Heerenveen | 1        | 2010                                           |                                    |               |        |          |            |        |
| FC Utrecht    | 1        | 2011                                           |                                    |               |        |          |            |        |
| FC Groningen  | 1        | 2016                                           |                                    |               |        |          |            |        |
| Vitesse       | 1        | 2018                                           |                                    |               |        |          |            |        |

| Polonia        |          |                        |               |               |        |          |            |        |
| Echipa         | Prezențe | Anii                   | Venit din Ucl | Șaisprezecimi | Optimi | Sferturi | Semifinala | Finala |
| -------------- | -------- | ---------------------- | ------------- | ------------- | ------ | -------- | ---------- | ------ |
| Legia Varșovia | 5        | 2012, 2014, 2015, 2016 | 2017          | 3             |        |          |            |        |
| Lech Poznań    | 3        | 2011, 2016, 2021       |               | 1             |        |          |            |        |
| Wisła Cracovia | 1        | 2012                   |               | 1             |        |          |            |        |

| Portugalia           |          |                                          |                              |               |        |          |            |        |
| Echipa               | Prezențe | Anii                                     | Venit din Ucl                | Șaisprezecimi | Optimi | Sferturi | Semifinala | Finala |
| -------------------- | -------- | ---------------------------------------- | ---------------------------- | ------------- | ------ | -------- | ---------- | ------ |
| Sporting Lisabona    | 9        | 2010, 2011, 2012, 2013, 2016, 2019, 2020 | 2015, 2018                   | 8             | 3      | 2        | 1          |        |
| SC Braga             | 7        | 2012, 2016, 2017, 2018, 2020, 2021       | 2011                         | 6             | 1      | 1        | 1          | 1      |
| SL Benfica           | 7        | 2010, 2021                               | 2011, 2013, 2014, 2019, 2020 | 7             | 5      | 5        | 2          | 2      |
| FC Porto             | 4        | 2011, 2020                               | 2012, 2016                   | 4             | 1      | 1        | 1          | 1      |
| Vitória de Guimarães | 3        | 2014, 2018, 2020                         |                              |               |        |          |            |        |
| GD Estoril Praia     | 2        | 2014, 2015                               |                              |               |        |          |            |        |
| CD Nacional          | 1        | 2010                                     |                              |               |        |          |            |        |
| CS Marítimo          | 1        | 2013                                     |                              |               |        |          |            |        |
| Academica de Coimbra | 1        | 2013                                     |                              |               |        |          |            |        |
| FC Paços de Ferreira | 1        | 2014                                     |                              |               |        |          |            |        |
| Rio Ave              | 1        | 2015                                     |                              |               |        |          |            |        |
| CF Os Belenenses     | 1        | 2016                                     |                              |               |        |          |            |        |

| Republica Irlanda |          |            |               |               |        |          |            |        |
| Echipa            | Prezențe | Anii       | Venit din Ucl | Șaisprezecimi | Optimi | Sferturi | Semifinala | Finala |
| ----------------- | -------- | ---------- | ------------- | ------------- | ------ | -------- | ---------- | ------ |
| Dundalk FC        | 2        | 2017, 2021 |               |               |        |          |            |        |
| Shamrock Rovers   | 1        | 2012       |               |               |        |          |            |        |

| Republica Moldova |          |                        |               |               |        |          |            |        |
| Echipa            | Prezențe | Anii                   | Venit din Ucl | Șaisprezecimi | Optimi | Sferturi | Semifinala | Finala |
| ----------------- | -------- | ---------------------- | ------------- | ------------- | ------ | -------- | ---------- | ------ |
| Sheriff Tiraspol  | 4        | 2010, 2011, 2014, 2018 |               |               |        |          |            |        |

| Romania                  |          |                                          |               |               |        |          |            |        |
| Echipa                   | Prezențe | Anii                                     | Venit din Ucl | Șaisprezecimi | Optimi | Sferturi | Semifinala | Finala |
| ------------------------ | -------- | ---------------------------------------- | ------------- | ------------- | ------ | -------- | ---------- | ------ |
| FCSB                     | 7        | 2010, 2011, 2012, 2013, 2015, 2017, 2018 |               | 3             | 1      |          |            |        |
| CFR Cluj                 | 4        | 2010, 2020, 2021                         | 2013          | 2             |        |          |            |        |
| Astra Giurgiu            | 2        | 2015, 2017                               |               | 1             |        |          |            |        |
| FC Politehnica Timișoara | 1        | 2010                                     |               |               |        |          |            |        |
| SFC Dinamo București     | 1        | 2010                                     |               |               |        |          |            |        |
| FC Unirea Urziceni       | 1        |                                          | 2010          | 1             |        |          |            |        |
| FC Rapid București       | 1        | 2012                                     |               |               |        |          |            |        |
| FC Vaslui                | 1        | 2012                                     |               |               |        |          |            |        |
| Pandurii Târgu Jiu       | 1        | 2014                                     |               |               |        |          |            |        |

| Rusia                   |          |                              |               |               |        |          |            |        |
| Echipa                  | Prezențe | Anii                         | Venit din Ucl | Șaisprezecimi | Optimi | Sferturi | Semifinala | Finala |
| ----------------------- | -------- | ---------------------------- | ------------- | ------------- | ------ | -------- | ---------- | ------ |
| FC Zenit St. Petersburg | 6        | 2011, 2017, 2018, 2019       | 2013, 2015    | 6             | 5      | 1        |            |        |
| FC Rubin Kazan          | 6        | 2012, 2013, 2014, 2016       | 2010, 2011    | 5             | 2      | 1        |            |        |
| Krasnodar               | 6        | 2015, 2016, 2017, 2019, 2020 | 2021          | 4             | 2      |          |            |        |
| ȚSKA Moscova            | 4        | 2011, 2020, 2021             | 2018          | 2             | 2      | 1        |            |        |
| FC Lokomotiv Moscova    | 3        | 2012, 2016, 2018             |               | 3             | 1      |          |            |        |
| FC Spartak Moscova      | 3        | 2019                         | 2011, 2018    | 2             | 1      | 1        |            |        |
| FC Anji Mahacikala      | 2        | 2013, 2014                   |               | 2             | 2      |          |            |        |
| Dinamo Moscova          | 1        | 2015                         |               | 1             | 1      |          |            |        |
| FC Rostov               | 1        |                              | 2017          | 1             | 1      |          |            |        |
| FC Kuban Krasnodar      | 1        | 2014                         |               |               |        |          |            |        |

| Scoția |          |                                          |               |               |        |          |            |        |
| Echipa | Prezențe | Anii                                     | Venit din Ucl | Șaisprezecimi | Optimi | Sferturi | Semifinala | Finala |
| ------ | -------- | ---------------------------------------- | ------------- | ------------- | ------ | -------- | ---------- | ------ |
| Celtic | 8        | 2010, 2012, 2015, 2016, 2019, 2020, 2021 | 2018          | 4             |        |          |            |        |
| Ranger | 4        | 2019, 2020, 2021                         | 2011          | 3             | 3      |          |            |        |

| Serbia               |          |                                    |               |               |        |          |            |        |
| Echipa               | Prezențe | Anii                               | Venit din Ucl | Șaisprezecimi | Optimi | Sferturi | Semifinala | Finala |
| -------------------- | -------- | ---------------------------------- | ------------- | ------------- | ------ | -------- | ---------- | ------ |
| FK Partizan          | 6        | 2010, 2013, 2015, 2016, 2018, 2020 |               | 1             |        |          |            |        |
| Steaua Roșie Belgrad | 2        | 2018, 2021                         |               | 2             |        |          |            |        |

| Slovacia             |          |                  |               |               |        |          |            |        |
| Echipa               | Prezențe | Anii             | Venit din Ucl | Șaisprezecimi | Optimi | Sferturi | Semifinala | Finala |
| -------------------- | -------- | ---------------- | ------------- | ------------- | ------ | -------- | ---------- | ------ |
| ŠK Slovan Bratislava | 3        | 2012, 2015, 2020 |               |               |        |          |            |        |
| Spartak Trnava       | 1        | 2019             |               |               |        |          |            |        |

| Slovenia   |          |                  |               |               |        |          |            |        |
| Echipa     | Prezențe | Anii             | Venit din Ucl | Șaisprezecimi | Optimi | Sferturi | Semifinala | Finala |
| ---------- | -------- | ---------------- | ------------- | ------------- | ------ | -------- | ---------- | ------ |
| NK Maribor | 3        | 2012, 2013, 2014 |               | 1             |        |          |            |        |

| Spania          |          |                                                |                  |               |        |          |            |        |
| Echipa          | Prezențe | Anii                                           | Venit din Ucl    | Șaisprezecimi | Optimi | Sferturi | Semifinala | Finala |
| --------------- | -------- | ---------------------------------------------- | ---------------- | ------------- | ------ | -------- | ---------- | ------ |
| Villarreal CF   | 8        | 2010, 2011, 2015, 2016, 2017, 2018, 2019, 2021 |                  | 8             | 5      | 4        | 3          | 1      |
| Athletic Bilbao | 7        | 2010, 2012, 2013, 2016, 2017, 2018             | 2015             | 5             | 2      | 1        | 1          | 1      |
| Sevilla         | 6        | 2011, 2014, 2015, 2019, 2020                   | 2016             | 6             | 5      | 4        | 4          | 4      |
| Atlético Madrid | 5        | 2011, 2012, 2013                               | 2010, 2018       | 4             | 3      | 3        | 3          | 3      |
| Valencia CF     | 5        | 2010, 2014                                     | 2012, 2016, 2019 | 5             | 5      | 4        | 3          |        |
| Real Betis      | 2        | 2014, 2019                                     |                  | 2             | 1      |          |            |        |
| Getafe CF       | 2        | 2011, 2020                                     |                  | 1             | 1      |          |            |        |
| Real Sociedad   | 2        | 2018, 2021                                     |                  | 2             |        |          |            |        |
| Celta Vigo      | 1        | 2017                                           |                  | 1             | 1      | 1        | 1          |        |
| Granada CF      | 1        | 2021                                           |                  | 1             | 1      | 1        |            |        |
| Levante UD      | 1        | 2013                                           |                  | 1             | 1      |          |            |        |
| Espanyol        | 1        | 2020                                           |                  | 1`            |        |          |            |        |

| Suedia          |          |                  |               |               |        |          |            |        |
| Echipa          | Prezențe | Anii             | Venit din Ucl | Șaisprezecimi | Optimi | Sferturi | Semifinala | Finala |
| --------------- | -------- | ---------------- | ------------- | ------------- | ------ | -------- | ---------- | ------ |
| Malmö FF        | 3        | 2012, 2019, 2020 |               | 2             |        |          |            |        |
| Östersunds FK   | 1        | 2018             |               | 1             |        |          |            |        |
| Helsingborgs IF | 1        | 2013             |               |               |        |          |            |        |
| AIK Solna       | 1        | 2013             |               |               |        |          |            |        |
| IF Elfsborg     | 1        | 2014             |               |               |        |          |            |        |

| Turcia               |          |                                    |               |               |        |          |            |        |
| Echipa               | Prezențe | Anii                               | Venit din Ucl | Șaisprezecimi | Optimi | Sferturi | Semifinala | Finala |
| -------------------- | -------- | ---------------------------------- | ------------- | ------------- | ------ | -------- | ---------- | ------ |
| Beșiktaș             | 7        | 2011, 2012, 2015, 2016, 2019, 2020 | 2017          | 4             | 3      | 1        |            |        |
| Fenerbahçe SK        | 5        | 2010, 2013, 2016, 2017, 2019       |               | 5             | 2      | 1        | 1          |        |
| Trabzonspor          | 4        | 2014, 2015, 2020                   | 2012          | 3             |        |          |            |        |
| Galatasaray SK       | 3        | 2010                               | 2016, 2019    | 3             |        |          |            |        |
| Bașakșehir           | 2        | 2018, 2020                         |               | 1             | 1      |          |            |        |
| Konyaspor            | 2        | 2017, 2018                         |               |               |        |          |            |        |
| Osmanlıspor          | 1        | 2017                               |               | 1             |        |          |            |        |
| Akhisar Belediyespor | 1        | 2019                               |               |               |        |          |            |        |
| Sivasspor            | 1        | 2021                               |               |               |        |          |            |        |

| Ucraina                  |          |                                          |                              |               |        |          |            |        |
| Echipa                   | Prezențe | Anii                                     | Venit din Ucl                | Șaisprezecimi | Optimi | Sferturi | Semifinala | Finala |
| ------------------------ | -------- | ---------------------------------------- | ---------------------------- | ------------- | ------ | -------- | ---------- | ------ |
| FC Dinamo Kiev           | 9        | 2011, 2012, 2014, 2015, 2018, 2019, 2020 | 2010, 2013                   | 8             | 6      | 2        |            |        |
| FC Șahtar Donețk         | 7        | 2010, 217                                | 2014, 2016, 2019, 2020, 2021 | 7             | 5      | 2        | 2          |        |
| FC Dnipro Dnipropetrovsk | 4        | 2013, 2014, 2015, 2016                   |                              | 2             | 1      | 1        | 1          | 1      |
| FC Metalist Kharkiv      | 4        | 2011, 2012, 2013, 2015                   |                              | 2             | 2      |          |            |        |
| Zorya Luhansk            | 3        | 2017, 2018, 2021                         |                              |               |        |          |            |        |
| FC Vorskla Poltava       | 2        | 2012, 2019                               |                              |               |        |          |            |        |
| PFC Oleksandria          | 1        | 2020                                     |                              |               |        |          |            |        |
| FC Cernomoreț Odesa      | 1        | 2014                                     |                              | 1             |        |          |            |        |
| FC Karpatî Liov          | 1        | 2011                                     |                              |               |        |          |            |        |

| Ungaria        |          |            |               |               |        |          |            |        |
| Echipa         | Prezențe | Anii       | Venit din Ucl | Șaisprezecimi | Optimi | Sferturi | Semifinala | Finala |
| -------------- | -------- | ---------- | ------------- | ------------- | ------ | -------- | ---------- | ------ |
| MOL Vidi       | 2        | 2013, 2019 |               |               |        |          |            |        |
| Debreceni VSC  | 1        | 2011       |               |               |        |          |            |        |
| Ferencváros TC | 1        | 2020       |               |               |        |          |            |        |

## Participări
| Țară              | Echipe calificate | Total Apariții |
| ----------------- | ----------------- | -------------- |
| Anglia            | 12                | 19             |
| Germania          | 12                | 17             |
| Italia            | 11                | 22             |
| Portugalia        | 11                | 20             |
| Franța            | 9                 | 15             |
| Rusia             | 9                 | 15             |
| România           | 9                 | 14             |
| Spania            | 8                 | 20             |
| Olanda            | 7                 | 21             |
| Ucraina           | 7                 | 17             |
| Belgia            | 7                 | 16             |
| Grecia            | 6                 | 14             |
| Elveția           | 6                 | 12             |
| Austria           | 4                 | 12             |
| Cehia             | 4                 | 10             |
| Turcia            | 4                 | 9              |
| Danemarca         | 4                 | 8              |
| Israel            | 4                 | 8              |
| Cipru             | 4                 | 5              |
| Suedia            | 4                 | 4              |
| Croația           | 3                 | 7              |
| Bulgaria          | 3                 | 5              |
| Polonia           | 3                 | 5              |
| Norvegia          | 3                 | 4              |
| Belarus           | 2                 | 4              |
| Scoția            | 2                 | 4              |
| Azerbaidjan       | 2                 | 2              |
| Slovacia          | 2                 | 2              |
| Slovenia          | 2                 | 2              |
| Ungaria           | 2                 | 2              |
| Republica Moldova | 1                 | 3              |
| Serbia            | 1                 | 3              |
| Finlanda          | 1                 | 1              |
| Irlanda           | 1                 | 1              |
| Kazahstan         | 1                 | 1              |
| Letonia           | 1                 | 1              |

## Cupa UEFA
Cupa UEFA este succesoarea competiției Cupei Orașelor Târguri. Prima ediție a competiției de fotbal Cupa UEFA s-a jucat în 1971-1972 care a fost câștigată de echipa din Anglia Tottenham Hotspur, iar ultima ediție de Cupa UEFA s-a jucat în 2008-2009 care a fost câștigatâ de echipa din Ucraina Șahtar Donețk. Chiar de la înființare finala s-a jucat în dublă manșă până în 1997, iar din 1998 până în 2009 finala s-a jucat într-o singură manșă. S-a înregistrat un total de 38 de ediții, Italia s-a impus de cele mai multe ori 9 la număr, iar Juventus, Internazionale Milano și Liverpool sunt singurele echipe care au câștigat cele mai multe finale de Cupa UEFA câte 3 trofee fiecare.

### Campioane
Tabele cu echipele câștigătoare și echipele finaliste de Cupa UEFA
| Echipa                   | Campioni | Vicecampioni | Anul câștigării trofeului | Anii pierdanți |
| ------------------------ | -------- | ------------ | ------------------------- | -------------- |
| Internazionale           |          | 1            | 1991, 1994, 1998          | 1997           |
| Juventus                 |          | 1            | 1977, 1990, 1993          | 1995           |
| Parma                    |          | 0            | 1995, 1999                |                |
| SSC Napoli               |          | 0            | 1989                      |                |
| Liverpool                |          | 0            | 1973, 1976, 2001          |                |
| Tottenham Hotspur        |          | 1            | 1972, 1984                | 1974           |
| Ipswich Town             |          | 0            | 1981                      |                |
| Borussia Mönchengladbach |          | 2            | 1975, 1979                | 1973,1980      |
| Eintracht Frankfurt      |          | 0            | 1980                      |                |
| Bayer Leverkusen         |          | 0            | 1988                      |                |
| Bayern München           |          | 0            | 1996                      |                |
| Schalke 04               |          | 0            | 1997                      |                |
| Real Madrid              |          | 0            | 1985, 1986                |                |
| Sevilla                  |          | 0            | 2006, 2007                |                |
| Valencia                 |          | 0            | 2004                      |                |
| Feyenoord                |          | 0            | 1974, 2002                |                |
| PSV Eindhoven            |          | 0            | 1978                      |                |
| Ajax                     |          | 0            | 1992                      |                |
| IFK Göteborg             |          | 0            | 1982, 1987                |                |
| Anderlecht               |          | 1            | 1983                      | 1984           |
| ȚSKA Moscova             |          | 0            | 2005                      |                |
| Zenit St. Petersburg     |          | 0            | 2008                      |                |
| Galatasaray              |          | 0            | 2000                      |                |
| FC Porto                 |          | 0            | 2003                      |                |
| Șahtior Donețk           |          | 0            | 2009                      |                |

| Cupa UEFA 2008-09        |          |                          |
| Finala                   |          |                          |
| Șahtior Donețk           | 2-1      | Werder Bremen            |
| Cupa UEFA 2007-08        |          |                          |
| Finala                   |          |                          |
| Zenit Sankt Petersburg   | 2-0      | FC Rangers               |
| Cupa UEFA 2006-07        |          |                          |
| Finala                   |          |                          |
| Espanyol Barcelona       | 2-2      | FC Sevilla               |
| Espanyol Barcelona       | 1-3 pen. | FC Sevilla               |
| Cupa UEFA 2005-06        |          |                          |
| Finala                   |          |                          |
| FC Middlesbrough         | 0-4      | FC Sevilla               |
| Cupa UEFA 2004-05        |          |                          |
| Finala                   |          |                          |
| Sporting Lisabona        | 1-3      | ȚSKA Moscova             |
| Cupa UEFA 2003-04        |          |                          |
| Finala                   |          |                          |
| Valencia CF              | 2-0      | Olimpique Marseille      |
| Cupa UEFA 2002-03        |          |                          |
| Finala                   |          |                          |
| FC Porto                 | 3-2      | FC Celtic                |
| Cupa UEFA 2001-02        |          |                          |
| Finala                   |          |                          |
| Feyenoord Rotterdam      | 3-2      | Borussia Dortmund        |
| Cupa UEFA 2000-01        |          |                          |
| Finala                   |          |                          |
| FC Liverpool             | 5-4      | Deportivo Alavés         |
| Cupa UEFA 1999-00        |          |                          |
| Finala                   |          |                          |
| SK Galatasaray           | 0-0      | Arsenal Londra           |
| SK Galatasaray           | 4-1 pen. | Arsenal Londra           |
| Cupa UEFA 1998-99        |          |                          |
| Finala                   |          |                          |
| Parma                    | 3-0      | Olimpique Marseille      |
| Cupa UEFA 1997-98        |          |                          |
| Finala                   |          |                          |
| Lazio Roma               | 0-3      | Internazionale           |
| Cupa UEFA 1996-97        |          |                          |
| Finala tur-retur         |          |                          |
| Schalke 04               | 1-0      | Internazionale           |
| Internazionale           | 1-0      | Schalke 04               |
| Internazionale           | 1-4 pen. | Schalke 04               |
| Cupa UEFA 1995-96        |          |                          |
| Finala tur-retur         |          |                          |
| Bayern München           | 2-0      | Bordeaux                 |
| Bordeaux                 | 1-3      | Bayern München           |
| Cupa UEFA 1994-95        |          |                          |
| Finala tur-retur         |          |                          |
| Parma                    | 1-0      | Juventus                 |
| Juventus                 | 1-1      | Parma                    |
| Cupa UEFA 1993-94        |          |                          |
| Finala                   |          |                          |
| Austria Salzburg         | 0-1      | Internazionale           |
| Internazionale           | 1-0      | Austria Salzburg         |
| Cupa UEFA 1992-93        |          |                          |
| Finala tur-retur         |          |                          |
| Borussia Dortmund        | 1-3      | Juventus                 |
| Juventus                 | 3-0      | Borussia Dortmund        |
| Cupa UEFA 1991-92        |          |                          |
| Finala tur-retur         |          |                          |
| Torino                   | 2-2      | Ajax                     |
| Ajax                     | 0-0      | Torino                   |
| Cupa UEFA 1990-91        |          |                          |
| Finala tur-retur         |          |                          |
| Internazionale           | 2-0      | AS Roma                  |
| AS Roma                  | 1-0      | Internazionale           |
| Cupa UEFA 1989-90        |          |                          |
| Finala tur-retur         |          |                          |
| Juventus                 | 3-1      | Fiorentina               |
| Fiorentina               | 0-0      | Juventus                 |
| Cupa UEFA 1988-89        |          |                          |
| Finala tur-retur         |          |                          |
| Napoli                   | 1-0      | Vfb Stuttgart            |
| Vfb Stuttgart            | 3-3      | Napoli                   |
| Cupa UEFA 1987-88        |          |                          |
| Finala tur-retur         |          |                          |
| Espanyol Barcelona       | 3-0      | Bayer Leverkusent        |
| Bayer Leverkusent        | 3-0      | Espanyol Barcelona       |
| Bayer Leverkusent        | 3-2 pen. | Espanyol Barcelona       |
| Cupa UEFA 1986-87        |          |                          |
| Finala tur-retur         |          |                          |
| IFK Göteborg             | 1-0      | Dundee United            |
| Dundee United            | 1-1      | IFK Göteborg             |
| Cupa UEFA 1985-86        |          |                          |
| Finala tur-retur         |          |                          |
| Real Madrid              | 5-1      | FC Köln                  |
| FC Köln                  | 2-0      | Real Madrid              |
| Cupa UEFA 1984-85        |          |                          |
| Finala tur-retur         |          |                          |
| Videoton                 | 0-3      | Real Madrid              |
| Real Madrid              | 0-1      | Videoton                 |
| Cupa UEFA 1983-84        |          |                          |
| Finala tur-retur         |          |                          |
| RSC Anderlecht           | 1-1      | Tottenham Hotspur'       |
| Tottenham Hotspur        | 1-1      | RSC Anderlecht           |
| Tottenham Hotspur        | 4-3 pen. | RSC Anderlecht           |
| Cupa UEFA 1982-83        |          |                          |
| Finala tur-retur         |          |                          |
| RSC Anderlecht           | 1-0      | Benfica Lisabona         |
| Benfica Lisabona         | 1-1      | RSC Anderlecht           |
| Cupa UEFA 1981-82        |          |                          |
| Finala tur-retur         |          |                          |
| IFK Göteborg             | 1-0      | Hamburger SV             |
| Hamburger SV             | 0-3      | IFK Göteborg             |
| Cupa UEFA 1980-81        |          |                          |
| Finala tur-retur         |          |                          |
| Ipswich Town             | 3-0      | AZ Alkmaar               |
| AZ Alkmaar               | 4-2      | Ipswich Town             |
| Cupa UEFA 1979-80        |          |                          |
| Finala tur-retur         |          |                          |
| Borussia Mönchengladbach | 3-2      | Eintracht Frankfurt      |
| Eintracht Frankfurt      | 1-0      | Borussia Mönchengladbach |
| Cupa UEFA 1978-79        |          |                          |
| Finala tur-retur         |          |                          |
| Steaua Roșie Belgrad     | 1-1      | Borussia Mönchengladbach |
| Borussia Mönchengladbach | 1-0      | Steaua Roșie Belgrad     |
| Cupa UEFA 1977-78        |          |                          |
| Finala tur-retur         |          |                          |
| SC Bastia Bastia         | 0-0      | PSV Eindhoven            |
| PSV Eindhoven            | 3-0      | SC Bastia Bastia         |
| Cupa UEFA 1976-77        |          |                          |
| Finala tur-retur         |          |                          |
| Juventus                 | 1-0      | Athletic Bilbao          |
| Athletic Bilbao          | 2-1      | Juventus                 |
| Cupa UEFA 1975-76        |          |                          |
| Finala tur-retur         |          |                          |
| FC Liverpool             | 3-2      | Club Brugge              |
| Club Brugge              | 1-1      | FC Liverpool             |
| Cupa UEFA 1974-75        |          |                          |
| Finala tur-retur         |          |                          |
| Borussia Mönchengladbach | 0-0      | FC Twente                |
| FC Twente                | 1-5      | Borussia Mönchengladbach |
| Cupa UEFA 1973-74        |          |                          |
| Finala tur-retur         |          |                          |
| Tottenham                | 2-2      | Feyenoord Rotterdam      |
| Feyenoord Rotterdam      | 2-0      | Tottenham                |
| Cupa UEFA 1972-73        |          |                          |
| Finala tur-retur         |          |                          |
| FC Liverpool             | 3-0      | Borussia Mönchengladbach |
| Borussia Mönchengladbach | 2-0      | FC Liverpool             |
| Cupa UEFA 1971-72        |          |                          |
| Finala tur-retur         |          |                          |
| Wolverhampton Wanderers  | 1-2      | Tottenham                |
| Tottenham                | 1-1      | Wolverhampton Wanderers  |

| Echipa               | Vicecampioni | Anul când au pierdut finala |
| -------------------- | ------------ | --------------------------- |
| Borussia Dortmund    | 2            | 1993, 2002                  |
| Hamburg              | 1            | 1982                        |
| Köln                 | 1            | 1986                        |
| Stuttgart            | 1            | 1989                        |
| Werder Bremen        | 1            | 2009                        |
| Marseille            | 2            | 1999, 2004                  |
| Bastia               | 1            | 1978                        |
| Bordeaux             | 1            | 1996                        |
| Espanyol             | 2            | 1988, 2007                  |
| Bilbao               | 1            | 1977                        |
| Deportivo Alavés     | 1            | 2001                        |
| Fiorentina           | 1            | 1990                        |
| AS Roma              | 1            | 1991                        |
| Torino               | 1            | 1992                        |
| Lazio                | 1            | 1998                        |
| Wolves               | 1            | 1972                        |
| Arsenal              | 1            | 2000                        |
| Middlesbrough        | 1            | 2006                        |
| Dundee United        | 1            | 1987                        |
| Celtic               | 1            | 2003                        |
| Rangers              | 1            | 2008                        |
| Twente               | 1            | 1975                        |
| AZ Alkmaar           | 1            | 1981                        |
| Benfica              | 1            | 1983                        |
| Sporting Lisabona    | 1            | 2005                        |
| Club Brugge          | 1            | 1976                        |
| Steaua Roșie Belgrad | 1            | 1979                        |
| MOL Vidi             | 1            | 1985                        |
| Salzburg             | 1            | 1994                        |

### Clasament
| Țara       | Campioni | Vice-campioni |
| ---------- | -------- | ------------- |
| Italia     | 9        | 6             |
| Germania   | 6        | 8             |
| Anglia     | 6        | 4             |
| Spania     | 5        | 4             |
| Olanda     | 4        | 2             |
| Rusia      | 2        | 0             |
| Suedia     | 2        | 0             |
| Belgia     | 1        | 2             |
| Portugalia | 1        | 2             |
| Turcia     | 1        | 0             |
| Ucraina    | 1        | 0             |
| Franța     | 0        | 4             |
| Scoția     | 0        | 3             |
| Austria    | 0        | 1             |
| Serbia     | 0        | 1             |
| Ungaria    | 0        | 1             |

## Semifinala

### După țară
| Țară          | Apariții | Club Sportiv |
| ------------- | -------- | --- |
| Germania      | 38       | M'gladbach (5), Köln (4), Bayern München (4), Werder Bremen (4), Stuttgart (3), Hamburg (3), Borussia Dortmund (3), Kaiserslautern (2), Leverkusen (2), Schalke 04 (2), Lokomotive Leipzig (1), Duisburg (1), Hertha (1), Eintracht Frankfurt (1), Dynamo Dresda (1), Karlsruher (1) |
| Italia        | 27       | Inter (7), Juventus (5), Parma (3), Milan (2), Fiorentina (2), Lazio(2), Napoli (1), AS Roma (1), Torino (1), Genoa (1), Cagliari (1), Bologna (1) |
| Spania        | 19       | Barcelona (4), Real Madrid (3), Espanyol (2), Atlético Madrid (2), Sevilla(2), Bilbao (1), Tenerife (1), Alavés (1), Villareal (1), Valencia(1), Osasuna (1) |
| Anglia        | 14       | Tottenham (4), Liverpool (3), Wolves (1), Ipswich (1), Notthingam (1), Leeds (1), Arsenal (1), Newcastle(1), Middlesbrough (1) |
| Franța        | 9        | Marseille (2), Bastia (1), Sochaux (1), PSG (1), Auxerre (1), Bordeaux (1), AS Monaco(1), Lens (1) |
| Țările de Jos | 8        | Feyenoord (2), Twente (2), AZ Alkmaar (2), PSV Eindhoven(1), Ajax (1) |
| Belgia        | 6        | Club Brugge (2), Anderlecht (2), Waregem (1), Molenbeek (1) |
| Portugalia    | 5        | Sporting CP (2), Benfica (1), Porto (1), Boavista (1) |
| Scoția        | 3        | Dundee United (1), Rangers (1), Celtic (1) |
| Rusia         | 3        | Spartak Moscova (1), ȚSKA Moscova (1), Zenit (1) |
| Ungaria       | 2        | Ferencváros (1), MOL Vidi (1) |
| Serbia        | 2        | Steaua Roșie Belgrad (1), FK Radnički Niš (1) |
| Suedia        | 2        | IFK Göteborg (2) |
| România       | 2        | CS U Craiova (1), FCSB (1) |
| Cehia         | 2        | Bohemians 1905 (1), Slavia Praga (1) |
| Austria       | 2        | Swarovski Tirol (1), Salzburg (1) |
| Ucraina       | 2        | Șahtior Donețk (1), Dinamo Kiev (1) |
| Grecia        | 1        | AEK Atena |
| Elveția       | 1        | Grasshopper |
| Croația       | 1        | Hajduk Split |
| Bosnia        | 1        | Željezničar |
| Danemarca     | 1        | Brøndby |
| Turcia        | 1        | Galatasaray |

### După club
| Club Sportiv         | Nr. de Apariții | Sezoane în semifinale                    |
| -------------------- | --------------- | ---------------------------------------- |
| Internazionale       | 7               | 1985, 1986, 1991, 1994, 1997, 1998, 2002 |
| Juventus             | 5               | 1975, 1977, 1990, 1993, 1995             |
| Parma                | 3               | 1995, 1999, 2005                         |
| Fiorentina           | 2               | 1990, 2008                               |
| Lazio                | 2               | 1998, 2003                               |
| Milan                | 2               | 1972, 2002                               |
| Napoli               | 1               | 1989                                     |
| Roma                 | 1               | 1991                                     |
| Torino               | 1               | 1992                                     |
| Genoa                | 1               | 1992                                     |
| Cagliari             | 1               | 1994                                     |
| Bologna              | 1               | 1999                                     |
| Barcelona            | 4               | 1976, 1978, 1996, 2001                   |
| Real Madrid          | 3               | 1985, 1986, 1992                         |
| Espanyol             | 2               | 1988, 2007                               |
| Sevilla              | 2               | 2006, 2007                               |
| Atlético Madrid      | 2               | 1998, 1999                               |
| Athletic Bilbao      | 1               | 1977                                     |
| Valencia             | 1               | 2004                                     |
| Tenerife             | 1               | 1997                                     |
| Deportivo Alavés     | 1               | 2001                                     |
| Villarreal           | 1               | 2004                                     |
| Osasuna              | 1               | 2007                                     |
| Marseille            | 2               | 1999, 2004                               |
| Bastia               | 1               | 1978                                     |
| Bordeaux             | 1               | 1996                                     |
| Sochaux              | 1               | 1981                                     |
| Auxerre              | 1               | 1993                                     |
| Paris Saint-Germain  | 1               | 1993                                     |
| AS Monaco            | 1               | 1997                                     |
| Lens                 | 1               | 2000                                     |
| Sporting CP          | 2               | 1991, 2005                               |
| Benfica              | 1               | 1983                                     |
| Porto                | 1               | 2003                                     |
| Boavista             | 1               | 2003                                     |
| Dundee United        | 1               | 1987                                     |
| Celtic               | 1               | 2003                                     |
| Rangers              | 1               | 2008                                     |
| Steaua Roșie Belgrad | 1               | 1979                                     |
| FK Radnički          | 1               | 1982                                     |
| Videoton             | 1               | 1985                                     |
| Ferencváros          | 1               | 1972                                     |
| Bohemians            | 1               | 1983                                     |
| Slavia Praga         | 1               | 1996                                     |
| Galatasaray          | 1               | 2000                                     |
| Grasshopper          | 1               | 1978                                     |
| Željezničar          | 1               | 1985                                     |

| Club Sportiv             | Nr. de Apariții | Sezoane în semifinale        |
| ------------------------ | --------------- | ---------------------------- |
| Borussia Mönchengladbach | 5               | 1973, 1975, 1979, 1980, 1987 |
| Köln                     | 4               | 1975, 1981, 1986, 1990       |
| Bayern München           | 4               | 1980, 1989, 1996, 2008       |
| Werder Bremen            | 4               | 1988, 1990, 2007, 2009       |
| Borussia Dortmund        | 3               | 1993, 1995, 2002             |
| Hamburg                  | 3               | 1976, 1982, 2009             |
| Stuttgart                | 3               | 1974, 1980, 1989             |
| Bayer Leverkusen         | 2               | 1988, 1995                   |
| Schalke 04               | 2               | 1997, 2006                   |
| Kaiserslautern           | 2               | 1982, 2001                   |
| Eintracht Frankfurt      | 1               | 1980                         |
| Hertha BSC               | 1               | 1979                         |
| Duisburg                 | 1               | 1979                         |
| Karlsruhe                | 1               | 1994                         |
| Lokomotive Leipzig       | 1               | 1974                         |
| Dynamo Dresda            | 1               | 1989                         |
| Tottenham Hotspur        | 4               | 1972, 1973, 1974, 1984       |
| Liverpool                | 3               | 1973, 1976, 2001             |
| Wolverhampton Wanderers  | 1               | 1972                         |
| Ipswich Town             | 1               | 1981                         |
| Arsenal                  | 1               | 2000                         |
| Middlesbrough            | 1               | 2006                         |
| Nottingham Forest        | 1               | 1984                         |
| Leeds United             | 1               | 2000                         |
| Newcastle United         | 1               | 2004                         |
| Feyenoord                | 2               | 1974, 2002                   |
| Twente                   | 2               | 1973, 1975                   |
| AZ                       | 2               | 1981, 2005                   |
| PSV Eindhoven            | 1               | 1978                         |
| Ajax                     | 1               | 1992                         |
| IFK Göteborg             | 2               | 1982, 1987                   |
| Anderlecht               | 2               | 1983, 1984                   |
| Club Brugge              | 2               | 1976, 1988                   |
| Molenbeek                | 1               | 1977                         |
| Waregem                  | 1               | 1986                         |
| ȚSKA Moscova             | 1               | 2005                         |
| Zenit St. Petersburg     | 1               | 2008                         |
| Spartak Moscova          | 1               | 1998                         |
| Salzburg                 | 1               | 1994                         |
| Swarovski Tirol          | 1               | 1987                         |
| Shakhtar Donetsk         | 1               | 2009                         |
| Dynamo Kyiv              | 1               | 2009                         |
| Universitatea Craiova    | 1               | 1983                         |
| Steaua București         | 1               | 2006                         |
| AEK Atena                | 1               | 1977                         |
| Hajduk Split             | 1               | 1984                         |
| Brøndby IF               | 1               | 1991                         |

| Echipa în Bold | = | Echipa Finalistă în acel sezon |

- Aici intră și echipele venite  de pe locul trei din Liga Campionilor.

## Sferturi de finală
| Club Sportiv         | Apariții | Sezoane          |
| -------------------- | -------- | ---------------- |
| Dynamo Dresda        | 3        | 1977, 1979, 1991 |
| BFC Dynamo           | 2        | 1980, 1984       |
| Aue                  | 1        | 1959             |
| Nürnberg             | 1        | 1962             |
| Braunschweig         | 1        | 1968             |
| Vorwärts Berlin      | 1        | 1970             |
| Carl Zeiss Jena      | 1        | 1978             |
| Werder Bremen        | 1        | 1989             |
| Kaiserslautern       | 1        | 1999             |
| Wolfsburg            | 1        | 2016             |
| Aston Villa          | 1        | 1978             |
| West Bromwich Albion | 1        | 1979             |
| Queens Park Rangers  | 1        | 1977             |
| Leicester City       | 1        | 2017             |
| Aarhus               | 1        | 1961             |
| Brøndby IF           | 1        | 1987             |
| AEK Atena            | 1        | 1969             |
| Olympiacos Pireu     | 1        | 1999             |
| Lazio                | 1        | 2000             |
| Atalanta             | 1        | 2020             |

| Club Sportiv     | Apariții | Sezoane    |
| ---------------- | -------- | ---------- |
| Brno             | 1        | 1980       |
| Hradec Králové   | 1        | 1961       |
| Baník Ostrava    | 1        | 1975       |
| Nice             | 2        | 1957, 1960 |
| Strasbourg       | 1        | 1980       |
| Velež Mostar     | 1        | 1975       |
| Sevilla          | 2        | 1958, 2018 |
| Bilbao           | 1        | 1957       |
| Málaga           | 1        | 2013       |
| Grasshopper      | 2        | 1957, 1979 |
| FC Basel         | 1        | 1974       |
| Sturm Graz       | 1        | 1984       |
| Wacker           | 1        | 1978       |
| FC Dnipro        | 2        | 1985, 1990 |
| Șahtior Donețk   | 1        | 2011       |
| Górnik Zabrze    | 1        | 1968       |
| Ruch Chorzów     | 1        | 1974       |
| Stal Mielec      | 1        | 1976       |
| Sparta Rotterdam | 1        | 1960       |
| DWS              | 1        | 1965       |

| Club Sportiv       | Apariții | Sezoane          |
| ------------------ | -------- | ---------------- |
| Hajduk Split       | 3        | 1976, 1980, 1995 |
| Djurgårdens IF     | 1        | 1956             |
| Åtvidabergs FF     | 1        | 1975             |
| Beșiktaș           | 1        | 1987             |
| Fenerbahçe         | 1        | 2008             |
| MTK Budapesta      | 1        | 1956             |
| Honvéd             | 1        | 1979             |
| Ararat Erevan      | 1        | 1975             |
| Setúbal            | 1        | 1973, 1974       |
| Lierse             | 1        | 1972             |
| APOEL Nicosia      | 1        | 2012             |
| Lokomotiv Sofia    | 1        | 1980             |
| Levski Sofia       | 1        | 1976             |
| Rosenborg          | 1        | 1997             |
| UTA Arad           | 1        | 1972             |
| Victoria București | 1        | 1989             |
| Rapid București    | 1        | 2006             |
| ȚSKA Moscova       | 1        | 2010             |
| OFK Belgrad        | 1        | 1973             |
| Aberdeen           | 1        | 1986             |

## Recorduri
- Cea mai mare victorie, cele mai multe goluri într-un meci:
  - 1984–85, prima rundă:
    - Ajax 14–0 Red Boys Differdange

- Cea mai mare victorie adunată (aggregate), cele mai multe goluri în meci:
  - 1972–73, prima rundă:
    - Feyenoord 9 – 0 Rumelange
    - Rumelange 0 – 12 Feyenoord
    - Feyenoord câștigă 21 – 0 la total

(meci de înregistrare pentru toate cupele europene pentru cea mai mare victorie aduntă (aggregate))
- Cele mai bune replici, reveniri:
  - 1975–76, a doua rundă:
    - Ipswich Town 3 – 0 Club Brugge
    - Club Brugge 4 – 0 Ipswich Town
    - Club Brugge câștigă 4 - 3 la total

  - 1981–82, Sferturi de finala:
    - Real Madrid 3 – 1 Kaiserslautern
    - Kaiserslautern 5 – 0 Real Madrid
    - Kaiserslautern câștigă 6 – 3 la total

  - 1984–85, a doua rundă:
    - Queens Park Rangers 6 – 2 Partizan
    - Partizan 4 – 0 Queens Park Rangers
    - 6 – 6 la total, Partizan câștigă cu golul din deplasare

  - 1984–85, Semi-finala:
    - Internazionale 2 – 0 Real Madrid
    - Real Madrid 3 – 0 Internazionale
    - Real Madrid câștigă 3 – 2 la total

  - 1985–86, a treia rundă:
    - Borussia Mönchengladbach 5 – 1 Real Madrid
    - Real Madrid 4 – 0 Borussia Mönchengladbach
    - 5 – 5 la total, Real Madrid câștigă cu golul din deplasare

  - 1985–86, Semi-final:
    - Internazionale 3 – 1 Real Madrid
    - Real Madrid 5 – 1 Internazionale aet
    - Real Madrid câștigă 6 – 4 la total

  - 1987–88, prima rundă:
    - Zenit Leningrad 2 – 0 Club Brugge
    - Club Brugge 5 – 0 Zenit Leningrad
    - Club Brugge câștigă  5 – 2 la total

  - 1987–88, a doua rundă:
    - Steaua Roșie Belgrad 3 – 1 Club Brugge
    - Club Brugge 4 – 0 Steaua Roșie Belgrad
    - Club Brugge câștigă  5 – 3 la total

  - 1987–88, a doua rundă:
    - Spartak Moscova 4 - 1 Werder Bremen
    - Werder Bremen 6 - 2 Spartak Moscova aet
    - Werder Bremen câștigă  7 - 6 la total

  - 1987–88, a doua rundă:
    - Brøndby 3 – 0 Sportul Studentesc
    - Sportul Studentesc 3 - 0 Brøndby
    - 3 - 3 la total; Sportul Studentesc câștigă la pix

  - 1987–88,  a treia rundă:
    - Borussia Dortmund 3 – 0 Club Brugge
    - Club Brugge 5 – 0 Borussia Dortmund
    - Club Brugge câștigă 5 – 3 la total

  - 1987–88,  a treia rundă:
    - Budapest Honvéd 5 – 2 Panathinaikos [după 5 – 0]
    - Panathinaikos 5 – 1 Budapest Honvéd
    - Panathinaikos câștigă 7 – 6 la total

  - 1988–89,  a treia rundă:
    - Bayern München 0 – 2 Internazionale
    - Internazionale 1 – 3 Bayern München
    - 3 – 3 la total, Bayern München câștigă cu golul din deplasare

  - 1988–89,  a treia rundă:
    - Brøndby 1 – 3 Karlsruhe [după 0 – 3 din 81']
    - Karlsruhe 0 – 5 Brøndby
    - Brøndby câștigă 6 – 3 la total

  - 1988–89, Sferturi de finala:
    - Juventus 2 – 0 Napoli
    - Napoli 3 – 0 Juventus aet
    - Napoli câștigă 3 – 2 la total

  - 2004-05, turul 2 de calificare:
    - AEK Larnaca 3 – 0 Maccabi Petach-Tikwa
    - Maccabi Petach-Tikwa 4 – 0 AEK Larnaca
    - Maccabi Petach-Tikwa câștigă 4 – 3 la total

  - 2005-06, prima rundă:
    - Maccabi Petach-Tikwa 0 – 2 Partizan
    - Partizan 2 – 5 Maccabi Petach-Tikwa
    - Maccabi Petach-Tikwa câștigă 5 – 4 la total

  - 2005–06, Sferturi de finala:
    - Basel 2 – 0 Middlesbrough
    - Middlesbrough 4 – 1 Basel [după 0 – 1 din 23']
    - Middlesbrough câștigă 4 – 3 la total

  - 2005–06, Semi-finala:
    - Steaua București 1 – 0 Middlesbrough
    - Middlesbrough 4 – 2 Steaua București [după 0 – 2 din 24']
    - Middlesbrough câștigă 4 – 3 la total

  - 2009–10, play-off:
    - Dinamo București 0 - 3 Slovan Liberec
    - Slovan Liberec 0 - 3 Dinamo București
    - 3 – 3 la total, Dinamo București câștigă 9 – 8 la penalti

  - 2009–10, Șaisprezecimi;
    - Juventus 3 – 1 Fulham
    - Fulham 4 – 1 Juventus [după 0 - 1 din 2']
    - Fulham câștigă 5 – 4 la total

  - 2010–11, turul 3 de calificare:
    - Dinamo București 3 - 1 Hajduk Split
    - Hajduk Split 3 - 0 Dinamo București
    - Hajduk Split câștigă 4 – 3 la total

  - 2010–11, play-off:
    - Sporting CP 0 - 2 Brøndby
    - Brøndby 0 - 3 Sporting CP
    - Sporting CP câștigă 3 – 2 la total

  - 2010–11, play-off:
    - Celtic 2 - 0 FC Utrecht
    - FC Utrecht 4 - 0 Celtic
    - FC Utrecht câștigă 4 – 2 la total

  - 2012–13, play-off:
    - Bursaspor 3 - 1 FC Twente
    - FC Twente 4 - 1 Bursaspor aet
    - FC Twente câștigă 5 – 4 la total

  - 2013-14, turul 2 de calificare:
    - Anorthosis Famagusta FC 3 – 0 Gefle IF
    - Gefle IF 4 – 0 Anorthosis Famagusta FC
    - Gefle IF câștigă 4 – 3 la total

  - 2013-14, play-off:
    - Pandurii Târgu Jiu 0 – 1 SC Braga
    - SC Braga 0 – 2 Pandurii Târgu Jiu
    - Pandurii Târgu Jiu câștigă  2 – 1 la total

  - 2013-14, Optimi:
    - Sevilla 0 – 2 Real Betis
    - Real Betis 0 – 2 Sevilla
    - 2 – 2 la total, Sevilla câștigă 4 – 3 la penalti

  - 2013–14, Semi-finala:
    - FC Basel 3 – 0 FC Valencia
    - FC Valencia 5 – 0 FC Basel aet
- Final de revenire:
  - 1987–88, Finala:
    - Espanyol 3 – 0 Bayer Leverkusen
    - Bayer Leverkusen 3 – 0 Espanyol [după 0 – 0 din 56']
    - 3 – 3 la total, Bayer Leverkusen câștigă 3 – 2 la penalti

  - 2015–16, Sferturi:
    - Borussia Dortmund 1 – 1 Liverpool
    - Liverpool 4 – 3 Borussia Dortmund [după 1 – 3 din 57']
    - Liverpool câștigă 5 – 4 la total
- Cel mai mare scor  adunată (aggregate):
  - 1992–93, Finala:  
    - Borussia Dortmund 1 – 3 Juventus
    - Juventus 3 – 0 Borussia Dortmund
    - Juventus câștigă 6 – 1 la total

## Vezi și
- Liga Campionilor UEFA
- Cupa Cupelor UEFA
- Supercupa Europei
- UEFA Youth League
- Echipele de fotbal din România în cupele europene

## Referință
1. ↑  „Cupa UEFA - UEFA Europa League – Golgheteri all-time”. UEFA.com. Union of European Football Associations. Accesat în 21 august 2020.
2. ↑  „Europa League » Statistici » Cele mai multe goluri marcate de un jucător pe meci”. worldfootball.net. Accesat în 14 aprilie 2020.
3. ↑  „Statistici - Faza turneului - Jucători - Goluri”. UEFA.com. Union of European Football Associations. Accesat în 21 august 2020.
4. ↑   „Statistici - Faza turneului - Jucători - Goluri”. UEFA.com. Union of European Football Associations. Accesat în 29 mai 2019.
5. ↑  „Statistici - Faza turneului - Jucători - Goluri”. UEFA.com. Union of European Football Associations. Accesat în 16 mai 2018.
6. ↑  „Statistici - Faza turneului - Jucători - Goluri”. UEFA.com. Union of European Football Associations. Accesat în 24 mai 2017.
7. ↑  „Statistici - Faza turneului - Jucători - Goluri”. UEFA.com. Union of European Football Associations. Accesat în 10 mai 2012.
8. ↑  „Statistici - Faza turneului - Jucători - Goluri”. UEFA.com. Union of European Football Associations. Accesat în 5 mai 2011.
9. ↑  „UEFA Europa League – Top Marcatori”. UEFA.com. Union of European Football Associations. Accesat în 21 august 2020.